# Dryoscopus senegalensis
Dryoscopus senegalensis е вид птица от семейство Malaconotidae.

## Разпространение
Видът е разпространен в Ангола, Габон, Екваториална Гвинея, Камерун, Република Конго, Демократична република Конго, Нигерия, Руанда, Уганда и Централноафриканската република.